# Wojciech Klyta
Wojciech Klyta – polski prawnik, doktor habilitowany nauk prawnych, radca prawny, specjalista prawa cywilnego i prawa prywatnego międzynarodowego, profesor nadzwyczajny Uniwersytetu Śląskiego w Katowicach.

## Życiorys
W 1995 ukończył studia na Wydziale Prawa i Administracji Uniwersytetu Śląskiego, gdzie w 1999 na podstawie napisanej pod kierunkiem Wojciecha Popiołka rozprawy pt. Spółki kapitałowe w Prawie Prywatnym Międzynarodowym uzyskał stopień naukowy doktora nauk prawnych w zakresie prawa specjalność prawo międzynarodowe. W 2009 na tym samym Wydziale na podstawie dorobku naukowego i rozprawy pt. Uznanie zagranicznych postępowań upadłościowych stopień doktora habilitowanego nauk prawnych w zakresie prawa.
Został profesorem nadzwyczajnym Uniwersytetu Śląskiego w Katowicach w Wydziale Prawa i Administracji w Katedrze Prawa Cywilnego i Prawa Prywatnego Międzynarodowego.